# Lepidiota clareae
Lepidiota clareae är en skalbaggsart som beskrevs av Peter Geoffrey Allsopp 1999. Lepidiota clareae ingår i släktet Lepidiota och familjen Melolonthidae. Inga underarter finns listade i Catalogue of Life.